# Saint-Racho
Saint-Racho este o comună în departamentul Saône-et-Loire, Franța. În 2009 avea o populație de 176 de locuitori.

## Evoluția populației
| An        | 1975 | 1982 | 1990 | 1999 | 2006 | 2009 |
| --------- | ---- | ---- | ---- | ---- | ---- | ---- |
| Populație | 233  | 221  | 209  | 188  | 175  | 176  |